# Croutoy
Croutoy ist eine französische Gemeinde mit 205 Einwohnern (Stand: 1. Januar 2022) im Département Oise in der Region Hauts-de-France (vor 2016 Picardie). Sie gehört zum Arrondissement Compiègne und zum Kanton Compiègne-2. Die Einwohner werden Croutoyens genannt.

## Geografie
Die Gemeinde Croutoy liegt etwa 20 Kilometer ostsüdöstlich von Compiègne auf einem Plateau ca. 100 m über dem Aisnetal. An der südlichen Grenze verläuft der Zufluss Vandy. Umgeben wird Croutoy von den Nachbargemeinden Couloisy im Norden, Jaulzy im Nordosten und Osten, Hautefontaine im Südosten, Chelles im Süden, Saint-Étienne-Roilaye im Südwesten sowie Cuise-la-Motte im Westen.

## Bevölkerungsentwicklung
| Jahr                       | 1962 | 1968 | 1975 | 1982 | 1990 | 1999 | 2006 | 2013 | 2021 |
| -------------------------- | ---- | ---- | ---- | ---- | ---- | ---- | ---- | ---- | ---- |
| Einwohner                  | 168  | 165  | 150  | 163  | 161  | 173  | 236  | 213  | 205  |
| Quellen: Cassini und INSEE |      |      |      |      |      |      |      |      |      |

## Sehenswürdigkeiten
- Kirche Notre-Dame aus dem 13. Jahrhundert, Monument historique

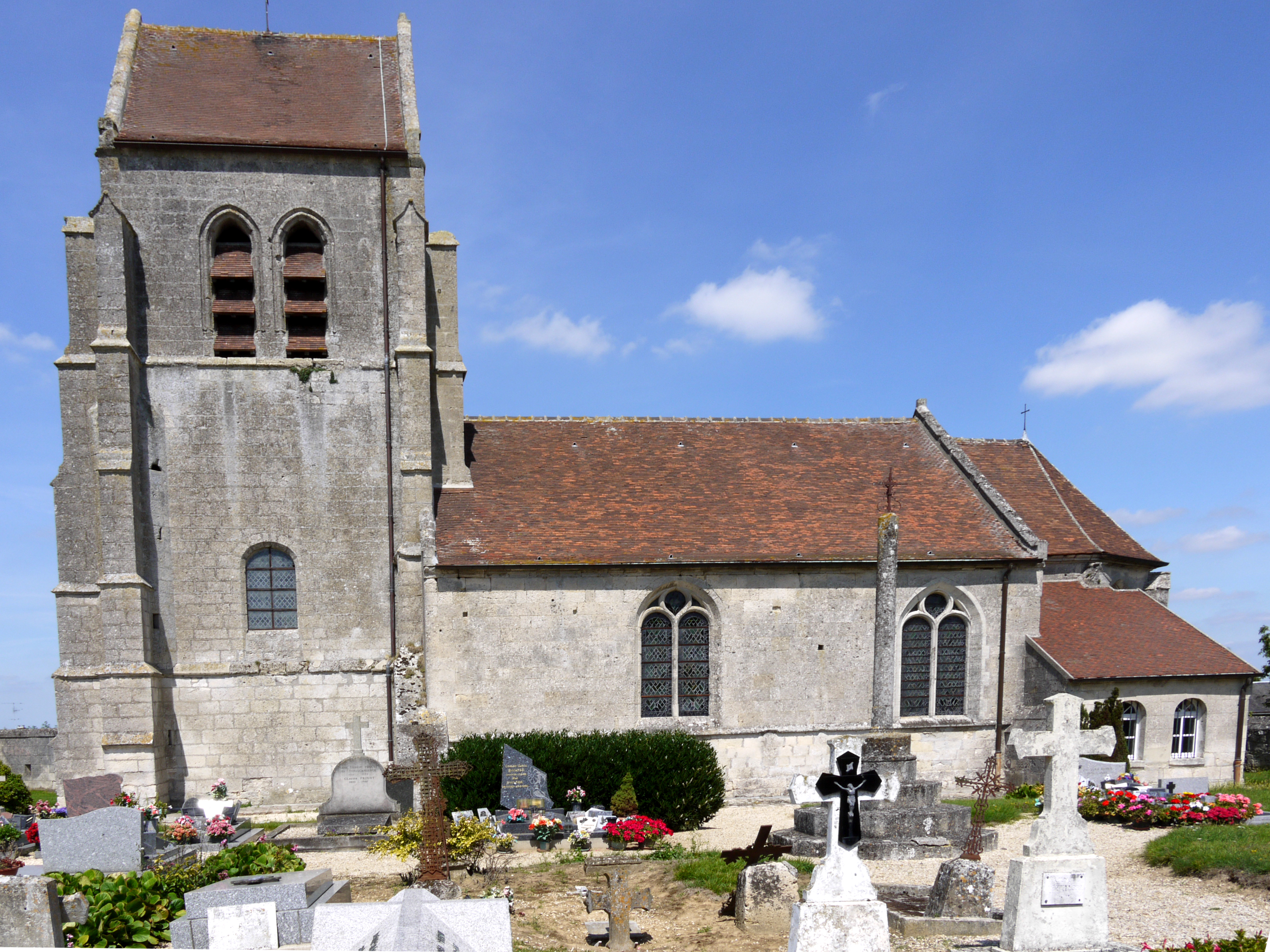
Kirche Notre-Dame